# Сулейманово (Аургазинський район)
Сулейма́ново (рос. Сулейманово, башк. Сөләймән) — присілок у складі Аургазинського району Башкортостану, Росія. Входить до складу Нагадацької сільської ради.
Населення — 34 особи (2010; 47 в 2002).
Національний склад:
- башкири — 100%